# Camillina elegans
Espèce
Synonymes
- Eilicina elegans Bryant, 1940

Camillina elegans est une espèce d'araignées aranéomorphes de la famille des Gnaphosidae.

## Distribution
Cette espèce se rencontre aux Caraïbes. Elle a été introduite en Angola et dans des îles du Pacifique.
Elle a été observée en Floride, aux Bahamas, à Cuba, en Jamaïque, à Porto Rico, aux îles Vierges, à Saint-Christophe, à Niévès, à Antigua, sur l'Isla de Aves, à Curaçao, en Angola, à Hawaï et aux îles Marshall.

## Description
La femelle holotype mesure 3,1 mm.
Les mâles mesurent 2,96 mm en moyenne et les femelles 3,32 mm.

## Systématique et taxinomie
Cette espèce a été décrite sous le protonyme Eilicina elegans par Elizabeth Bangs Bryant en 1940.
Elle est placée dans le genre Drassyllus par Norman I. Platnick et Mohammad Umar Shadab en 1980. puis dans le genre Camillina en 1982.

## Publication originale
- Bryant, 1940 : Cuban spiders in the Museum of Comparative Zoology. Bulletin of the Museum of Comparative Zoology, vol. 86, no 7, p. 247-554 (texte intégral).